# Dilsen-Stokkem
Dilsen-Stokkem là một đô thị ở tỉnh Limburg. Tại thời điểm ngày 1 tháng 1 năm 2006,  Dilsen-Stokkem có tổng dân số 19.106 người. Tổng diện tích là 65,61 km² với mật độ dân số 291 người trên mỗi km².